# بادي تشايلدرز
بادي تشايلدرز (بالإنجليزية: Buddy Childers) هو بواق أمريكي، ولد في 12 فبراير 1926 في سانت لويس في الولايات المتحدة، وتوفي في 24 مايو 2007 في وودلاند هيلز، كاليفورنيا في الولايات المتحدة بسبب سرطان.

## وصلات خارجية
- بادي تشايلدرز على موقع IMDb (الإنجليزية)
- بادي تشايلدرز على موقع ميوزك برينز (الإنجليزية)
- بادي تشايلدرز على موقع أول ميوزيك (الإنجليزية)
- بادي تشايلدرز على موقع ديسكوغز (الإنجليزية)